# Royal (Frankrijk)
Royal is een historisch merk van motorfietsen.
Volgens sommige bronnen werden er in Frankrijk van 1923 tot 1928 motorfietsen met 350- en 500 cc JAP- en Blackburne-blokken gemaakt. Deze gegevens hebben echter wel erg veel weg van het merk Royal in Milaan. Mogelijk was er een Franse vestiging van het bedrijf van de gebroeders Santogastino.
- Andere merken met de naam Royal, zie Royal (Bazel) - Royal (Milaan) - Royal (New York).